# The Son of Kong
The Son of Kong (Nederlandse titel: De zoon van Kong of De zoon van King Kong) is een film uit 1933 en is een vervolg op de klassieke film King Kong die eerder dat jaar uitkwam.
Kong, de enorme gorilla uit de eerste film, komt niet voor in deze vervolgfilm. In plaats daarvan zien we zijn albino zoon die wat kleiner van formaat is. In het scenario wordt deze albino Kong Kiko genoemd, maar deze naam wordt niet genoemd in de film zelf.
De film werd haastig gemaakt na het succes van King Kong en was een redelijk succes.

## Verhaal
De film begint een maand na het eind van de eerste film. In New York zijn de opbouwwerkzaamheden na Kongs vernietiging in volle gang. Carl Denham wordt door iedereen in New York aangeklaagd voor de schade en de doden die zijn gevallen door Kong. Om aan zijn schuldeisers te ontsnappen vlucht hij uit New York weg samen met kapitein Englehorn en de scheepskok Charlie aan boord van een vrachtschip.
In de haven van Dakang ontmoeten ze een vrouw genaamd Hilda wier vader per ongeluk is gedood door kapitein Helstrom. Helstrom is dezelfde zeeman die Carl de kaart met de locatie van Skull Island had gegeven. Wanneer Helstrom Carl herkent, ziet hij zijn kans schoon Dakang te ontvluchten voordat de autoriteiten ontdekken wat hij gedaan heeft. Hij vertelt Carl dat er een schat verborgen is op Skull Island. Englehorn en Carl vertrekken meteen naar Skull Island samen met Hilda en Helstrom. Hilda waarschuwt Carl om Helstorm niet te vertrouwen.
Wanneer Skull Island in zicht komt, zet Helstrom de bemanning van het schip aan tot muiterij door te vertellen hoeveel schippers er omgekomen zijn toen Englehorn de vorige keer Skull Island bezocht. Carl, Englehorn, Charlie en Hilda worden in een roeiboot overboord gezet en belanden op Skull Island. De schippers muiten echter ook tegen Helstrom en hij wordt eveneens overboord gezet.
De vijf spoelen aan op Skull Island en worden niet bepaald vriendelijk ontvangen door het stamhoofd uit de eerste film. Denham besluit op te splitsen om de schat te zoeken. Hilda en Carl komen op hun zoektocht de albino mini-kong Kiko tegen. Gelukkig voor hen blijkt Kiko minder wild dan Kong. Hij redt Carl en Hilda zelfs van een enorme beer.
Uiteindelijk vindt Carl de schat, maar wanneer hij hem pakt zet hij een aardbeving in werking waardoor het eiland langzaam begint te zinken. Helstrom is verbaasd dat er echt een schat was op Skull Island. Wanneer hij Kiko ziet rent hij voor zijn leven … rechtstreeks de kaken van een zeemonster in. Terwijl Englehorn, Charlie en Hilda met de roeiboot vertrekken, gaat Carl nog snel even terug om de rest van de schat te halen. Junior redt Carl wanneer deze vast komt te zitten onder vallende stenen. De vijf weten te ontsnappen met de roeiboot, maar Kiko zinkt samen met het eiland weg in zee. Op het eind wordt de roeiboot gezien door een soort slagschip.

## Rolverdeling
| Acteur           | Personage          |
| ---------------- | ------------------ |
| Robert Armstrong | Carl Denham        |
| Helen Mack       | Hilda              |
| Frank Reicher    | Kapitein Englehorn |
| John Marston     | Helstrom           |
| Victor Won       | Charlie            |

## Trivia
- Toen de film uitkwam waren albino gorilla’s nog een onbekend verschijnsel. De eerste albino gorilla werd gevangen in 1966 in Equatoriaal-Guinea. Dit was de gorilla Sneeuwvlokje.
- Opnames van Fay Wray’s geschreeuw uit de vorige film werden gebruikt in deze film.
- Het Kong poppetje dat in de film te zien is, is eigenlijk het model van Kong dat gebruikt werd voor de gevechtsscènes met de T-Rex in de vorige film.